# Discharge
Discharge – brytyjski zespół wykonujący muzykę hardcore punk, założony w 1977 roku przez Terence'a „Tezza” Robertsa i Roystona „Rainy'ego” Wainwrighta. Skład zespołu wielokrotnie się zmieniał, ale klasyczny, najbardziej rozpoznawalny line-up z początku lat 80. obejmował Wainwrighta (basistę), perkusistę Gary'ego Maloneya, gitarzystę Anthony'ego „Bones” Robertsa i wokalistę Kelvina „Cala” Morrisa.

## Członkowie grupy
| Obecni członkowie : - Royston „Rainy” Wainwright – gitara elektryczna (1977); gitara basowa (1977–1987, 2001–obecnie) - Anthony „Bones” Roberts – gitara elektryczna (1977–1982, 2001–obecnie) - Terence „Tezz” Roberts – wokal (1977); perkusja (1977–1980, 2001–2006); gitara (2014–obecnie) - David „Proper” Caution – perkusja (2006–obecnie) - Jeff „J.J.” Janiak – wokal prowadzący (2014–obecnie) |

## Dyskografia
Albumy
- Hear Nothing See Nothing Say Nothing (1982)
- Grave New World (1986)
- Massacre Divine (1991)
- Shootin' Up the World (1993)
- Discharge (2002)
- Disensitise (2008)
- End Of Days (2016)

Single
- „State Violence State Control” (1982)
- „The Price of Silence” (1983)
- „The More I See” (1984)
- „Ignorance” (1985)

EP-ki
- Realities of War (1980)
- Fight Back (1980)
- Decontrol (1980)
- Why? (1981)
- Never Again (1982)
- Warning: Her Majesty's Government Can Seriously Damage Your Health (1983)
- Beginning of the End (2006)
- Propaganda Feeds (2011)
- New World Order (2016)

Kompilacje (składanki)
- Never Again (1984)
- 1980–1986 (1986)
- Protest and Survive (1992)
- The Clay Punk Singles Collection (1995)
- Vision of War (1997)
- Hardcore Hits (1999)
- Society's Victims (2004)
- War Is Hell (2008)